# W moich snach
W moich snach (ang. In Dreams) – amerykański thriller z 1999 roku w reżyserii Neila Jordana, zrealizowany na podstawie powieści Bari Wood.

## Opis fabuły
Gospodyni domowa Claire (Annette Bening) zamężna z pilotem Paulem Cooperem (Aidan Quinn) mają małą córkę Rebeccę, która jest powodem ich radości. Kiedy obcy porywa ich dziecko, Claire w snach widzi człowieka, jednak detektyw Jack Kay (Paul Guilfoyle) nie zwraca na to uwagi. Jednak kiedy Rebecca znika podczas zabawy szkolnej, Claire orientuje się, że jej wizje były tak naprawdę przeczuciem, a ona sama jest połączona z porywaczem poprzez sny. Kobieta doznaje depresji nerwowej i próbuje popełnić samobójstwo. Jej psycholog, dr Silverman wysyła ją do zakładu psychiatrycznego i wkrótce orientuje się ona, że następną ofiarą będzie jej mąż. Wkrótce zabójca trafia do tego samego szpitala.

## Obsada
- Annette Bening – Claire Cooper
- Robert Downey Jr. – Vivian Thompson
- Aidan Quinn – Paul Cooper
- Stephen Rea – dr Silverman
- Paul Guilfoyle – detektyw Jack Kay

## Zdjęcia
Zdjęcia do filmu realizowane były na terenie Meksyku (stan Kalifornia Dolna) oraz amerykańskich stanów: Massachusetts, Kalifornia, New Hampshire, Karolina Północna i Tennessee.